# Boissezon
Boissezon là một xã trong tỉnh Tarn thuộc vùng Occitanie ở miền nam nước Pháp. Xã này có dân số 293 người (2006).